# Papirus 129
Papirus 129 (według numeracji Gregory-Aland), oznaczany symbolem {\displaystyle {\mathfrak {P}}^{129}} – grecki rękopis Nowego Testamentu pisany na papirusie, w formie kodeksu. Paleograficznie datowany jest na II wiek. Zawiera fragment 1. Listu do Koryntian. Znaleziony został w Oksyrynchos, w Egipcie.

## Opis
Zachowały się fragmenty kart kodeksu. Fragment ma rozmiary 6,7 na 4,8 cm.
Zachowany tekst zawiera następujące fragmenty 1. Listu do Koryntian 7:32-37; 8,10-9:3; 9,10-16; 9,27-10,6. Nieznane są oryginalne rozmiary kart.

## Historia rękopisu
Znaleziony został w Oksyrynchos. 
Papirus wciągnięty został na listę papirusowych rękopisów Nowego Testamentu prowadzonej przez Institut für neutestamentliche Textforschung (INTF). Skatalogowany został pod numerem 129. Nie został uwzględniony w 28 wydaniu greckiego Nowego Testamentu Nestle-Alanda (NA28).
Fragmenty rękopisu były przechowywane w Muzeum Biblii w Waszyngtonie i Stimer Collection w Kalifornii. W październiku 2019 roku Egypt Exploration Society (EES) wydało oświadczenie, w którym zarzucono dla Muzeum Biblii, że weszło w posiadanie rękopisu bez koniecznej autoryzacji. Po oświadczeniu fragmenty zostały przekazane do Sackler Library. 
Rękopis przechowywany jest w Sackler Library (P.Oxy. inv. 106/116(d) + 106/116(c)) w Oksfordzie.